# Pentila hedwiga
Pentila hedwiga är en fjärilsart som beskrevs av Suffert 1904. Pentila hedwiga ingår i släktet Pentila och familjen juvelvingar. Inga underarter finns listade i Catalogue of Life.